# Fiação subterrânea

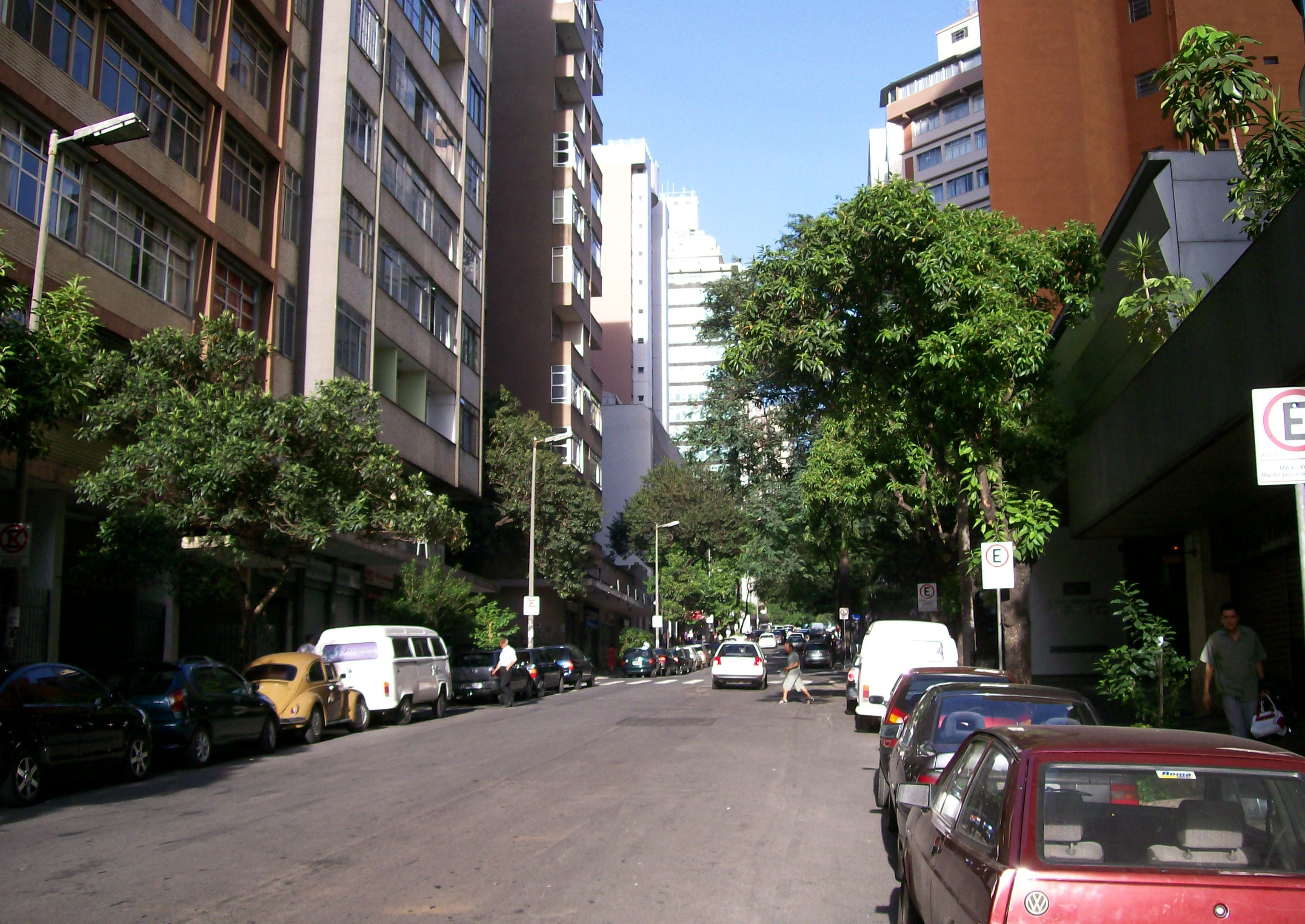
A Rua dos Guajajaras, na região central de Belo Horizonte, possui fiação subterrânea.

A fiação subterrânea é um tipo de intervenção urbanística na qual os cabos de transmissão de energia elétrica, telefonia e TV a cabo são colocados em redes subterrâneas, assim como é feito com as redes de água, de esgoto e de gás. É oposta ao modelo tradicional de fiação aérea, em que os fios são encontrados no topo dos postes.
A fiação subterrânea traz uma série de vantagens em relação à aérea, dentre elas: a proteção contra temporais, já que as redes aterradas no solo ficam protegidas de chuvas fortes ou quedas de árvores; a melhoria da estética urbana, da segurança e a redução de furtos, pois atualmente muitas cidades enfrentam emaranhados de fios, caracterizando poluição visual, problemas de segurança pública e suscetível a roubos de fios; bem como a modernização da infraestrutura. É bastante empregada em países da América do Norte e da Europa, havendo cidades como Nova York, Londres e Paris investindo nessa técnica há décadas. 

## A fiação subterrânea no Brasil

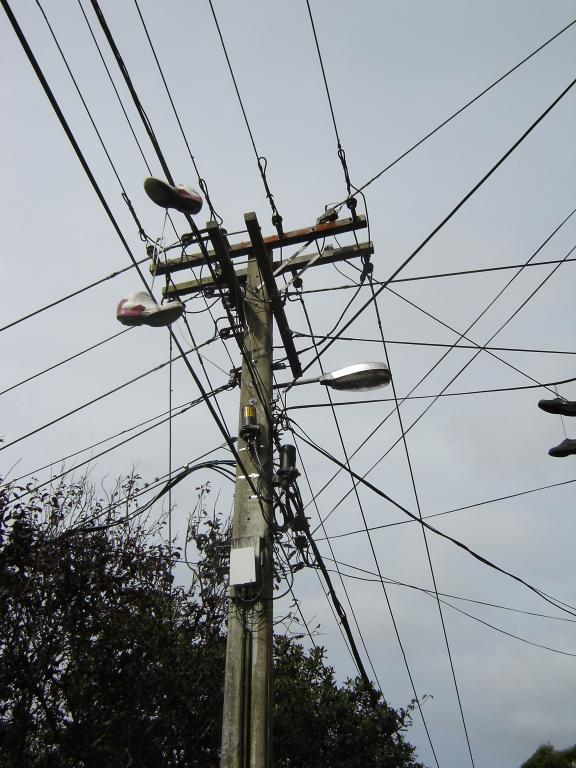
Tradicional fiação aérea urbana.

No Brasil, a fiação subterrânea ainda representa uma pequena fração da rede elétrica total (cerca de 1%), estando presente majoritariamente no centro de grandes capitais ou em locais turísticos, o que dá à fiação aérea o título de predominante no território brasileiro. Mesmo que existam, em inúmeras cidades, projetos que busquem aterrar os fios de suas vias, alguns sofrem de atrasos e às vezes sequer saem do papel. Alguns dos desafios relacionados à transição do modelo aéreo para o subterrâneo seriam: o alto custo, que pode variar entre 5 a 10 vezes maior; a necessidade de um planejamento a longo prazo (visto que interditar locais para cavar as valas afetaria a dinâmica do local e causaria transtornos); além da grande extensão territorial do Brasil.
Nas grandes metrópoles brasileiras, o aterramento dos fios já foi realizado em algumas vias. Em São Paulo, a rede subterrânea se concentra na região central, nos Jardins e no entorno da avenida Engenheiro Luiz Carlos Berrini. No Rio de Janeiro, o enterramento começou no centro e em bairros da Zona Sul, como Copacabana e Ipanema, avançando mais tarde rumo à Zona Oeste na Barra da Tijuca.
Em outras capitais, a rede subterrânea se faz presente nos Centros Históricos de Porto Alegre, Curitiba e Salvador, além de certas vias do centro de Belo Horizonte. Em Brasília, é possível notar muitas ruas que possuem fiação subterrânea por ser uma cidade planejada, com destaque para a Asa Sul. Já em Campo Grande, capital do Mato Grosso do Sul, com o programa "Reviva Campo Grande", a Rua 14 de Julho recebeu, entre diversas outras melhorias, o aterramento dos fios da via.
O estado de Santa Catarina possui algumas cidades que detêm da fiação subterrânea, como Lages, Joinville e Gramado. No Ceará, a cidade de Sobral foi a pioneira em seu estado a implantar essa tecnologia, aterrando a fiação do seu Centro Histórico.
Outros locais que adotaram a rede elétrica subterrânea são as cidades turísticas de Ouro Preto, em Minas Gerais, Pirenópolis, em Goiás e Paraty, no Rio de Janeiro.

## Vias com fiação subterrânea em cidades brasileiras

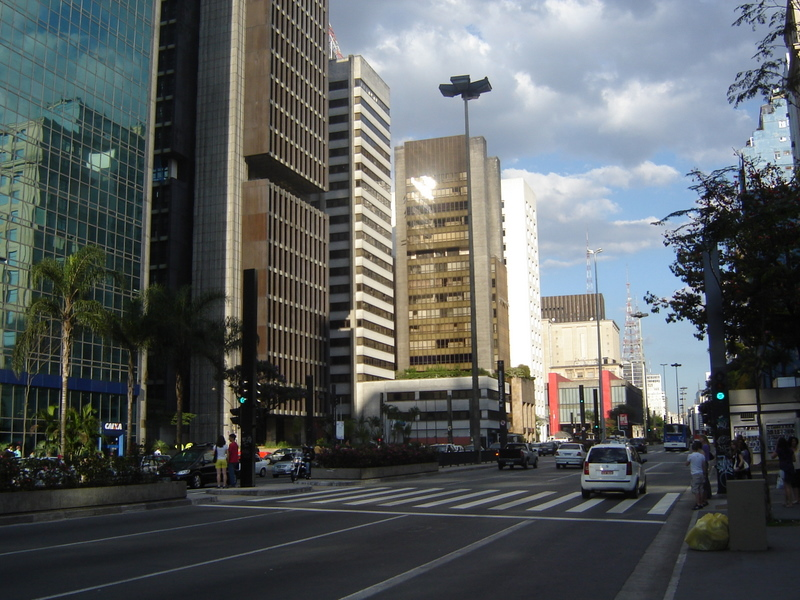
Avenida Paulista, São Paulo - SP
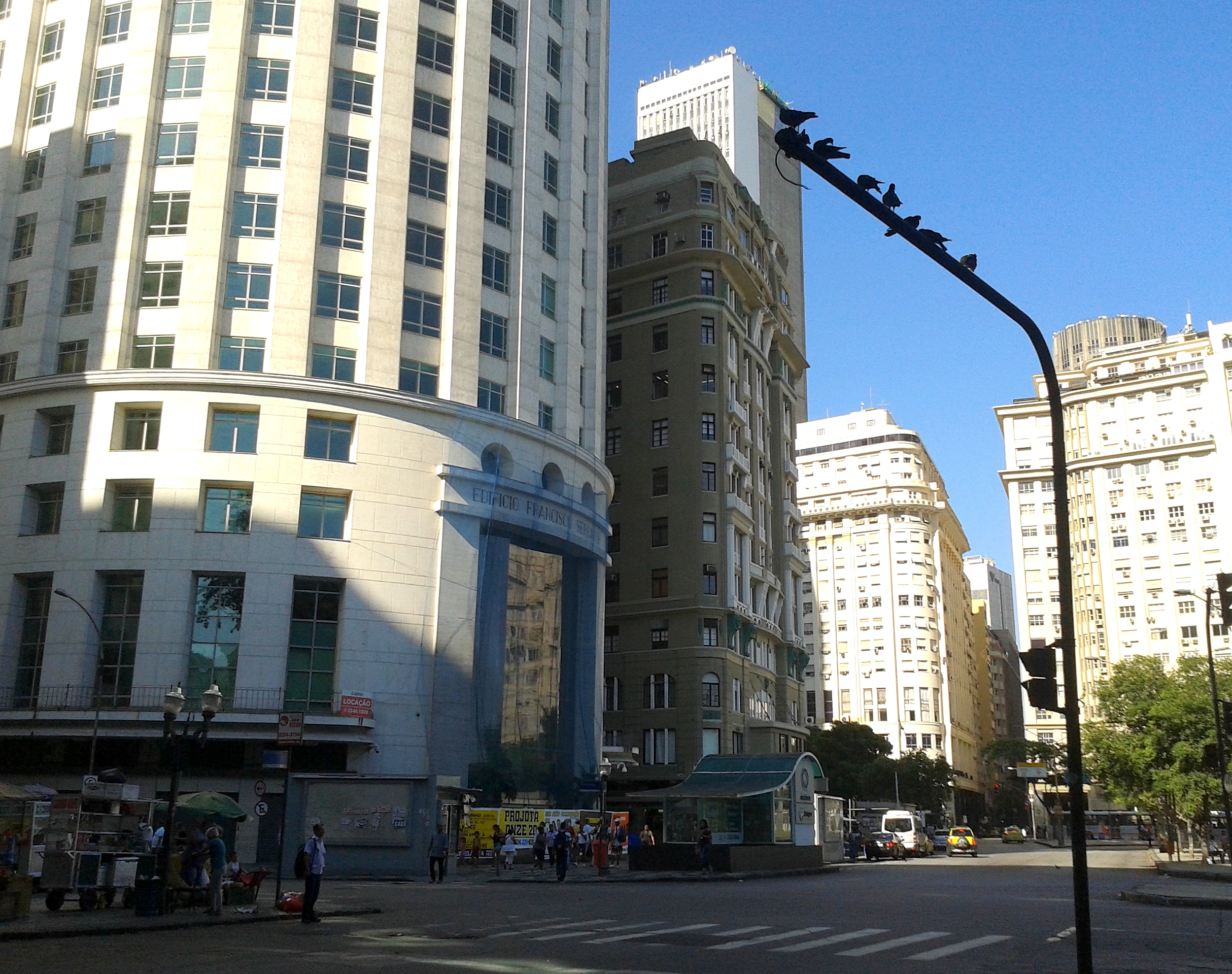
Rua do Passeio, Centro, Rio de Janeiro - RJ
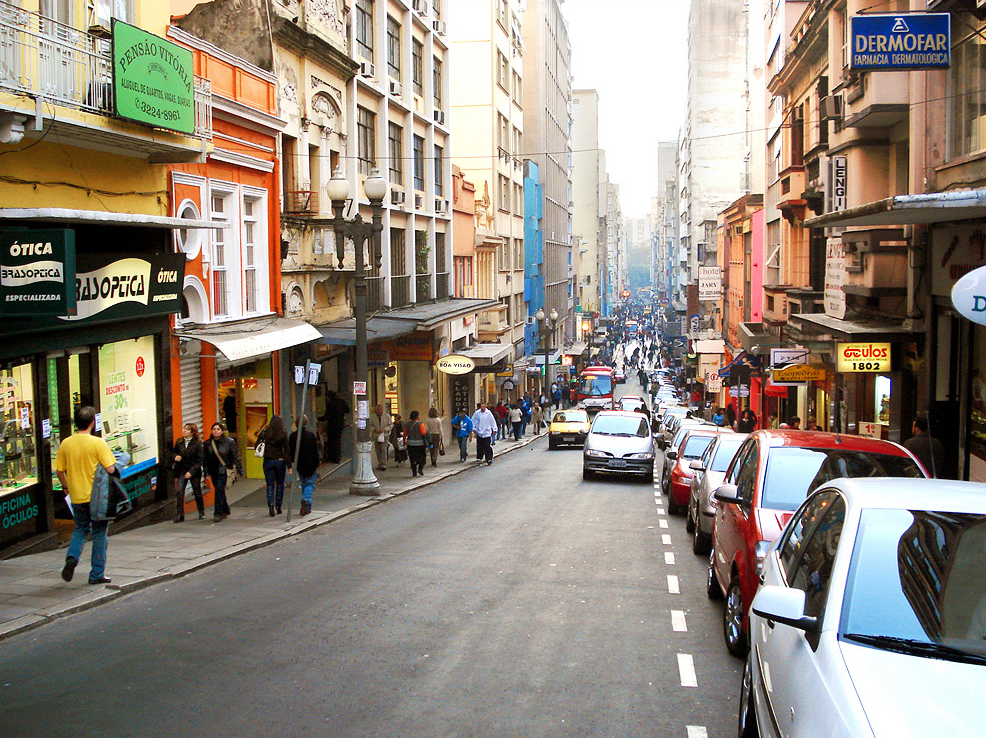
Rua da Praia, Porto Alegre - RS
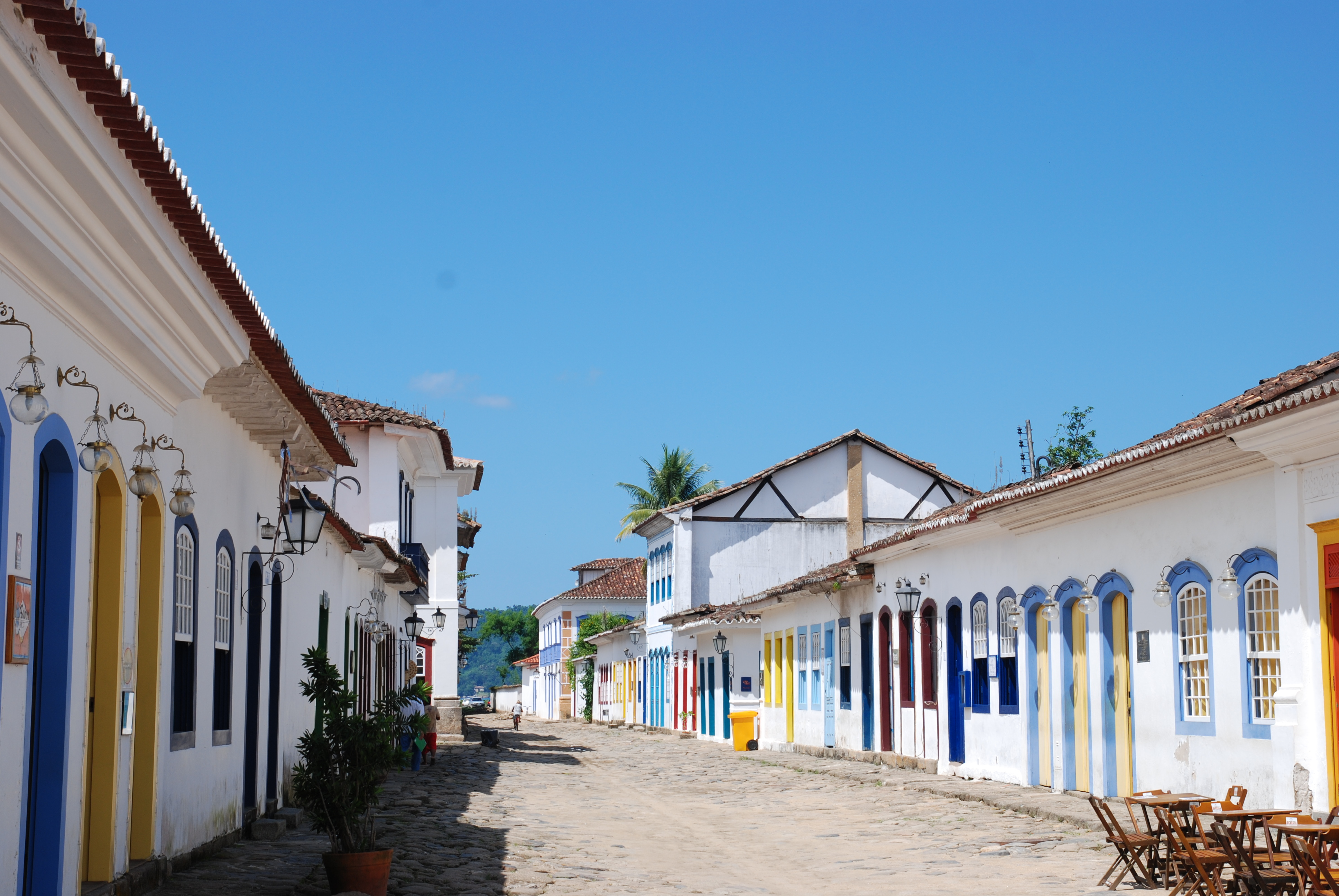
Centro Histórico, Paraty - RJ
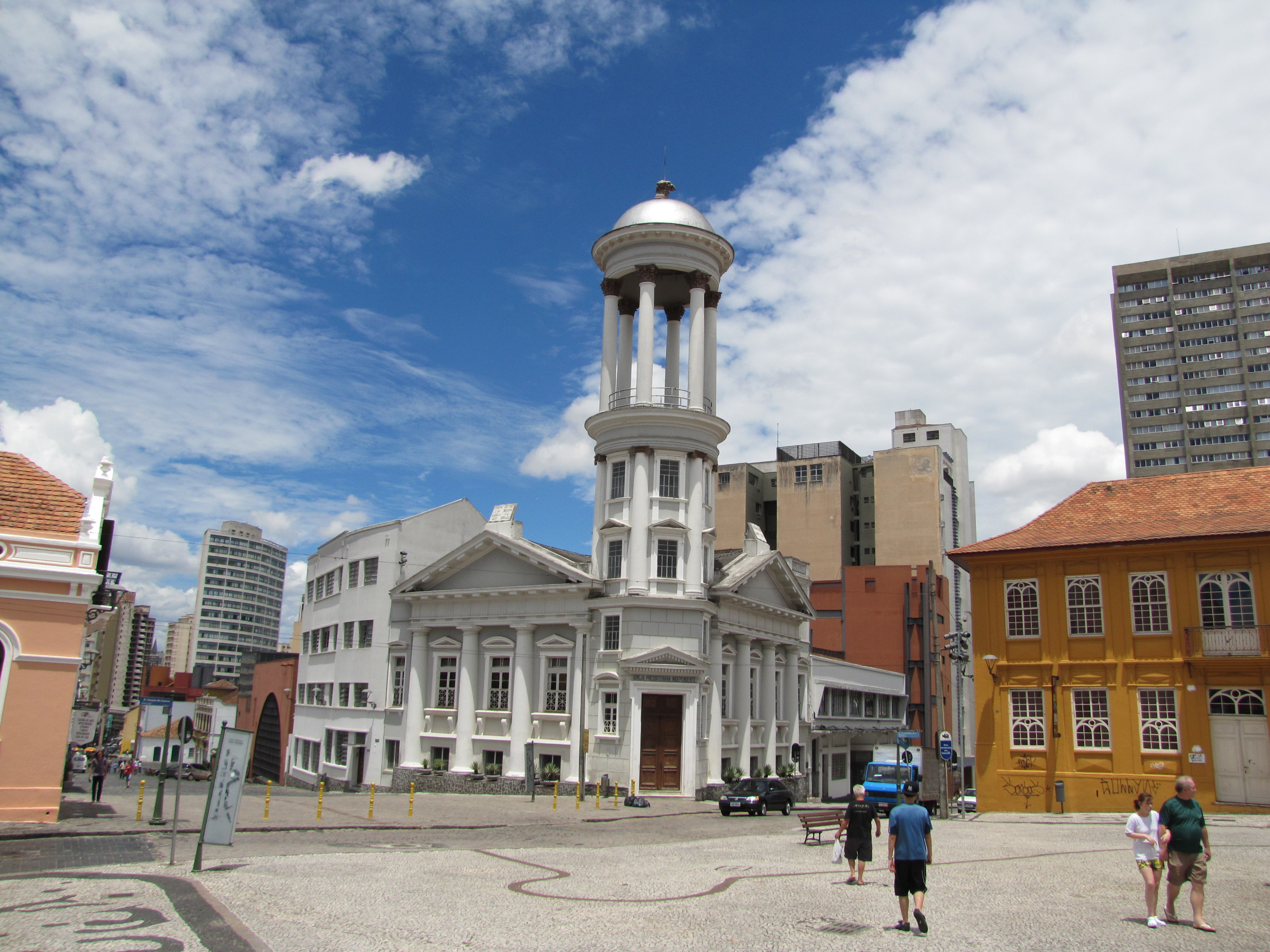
Centro Histórico, Curitiba - PR
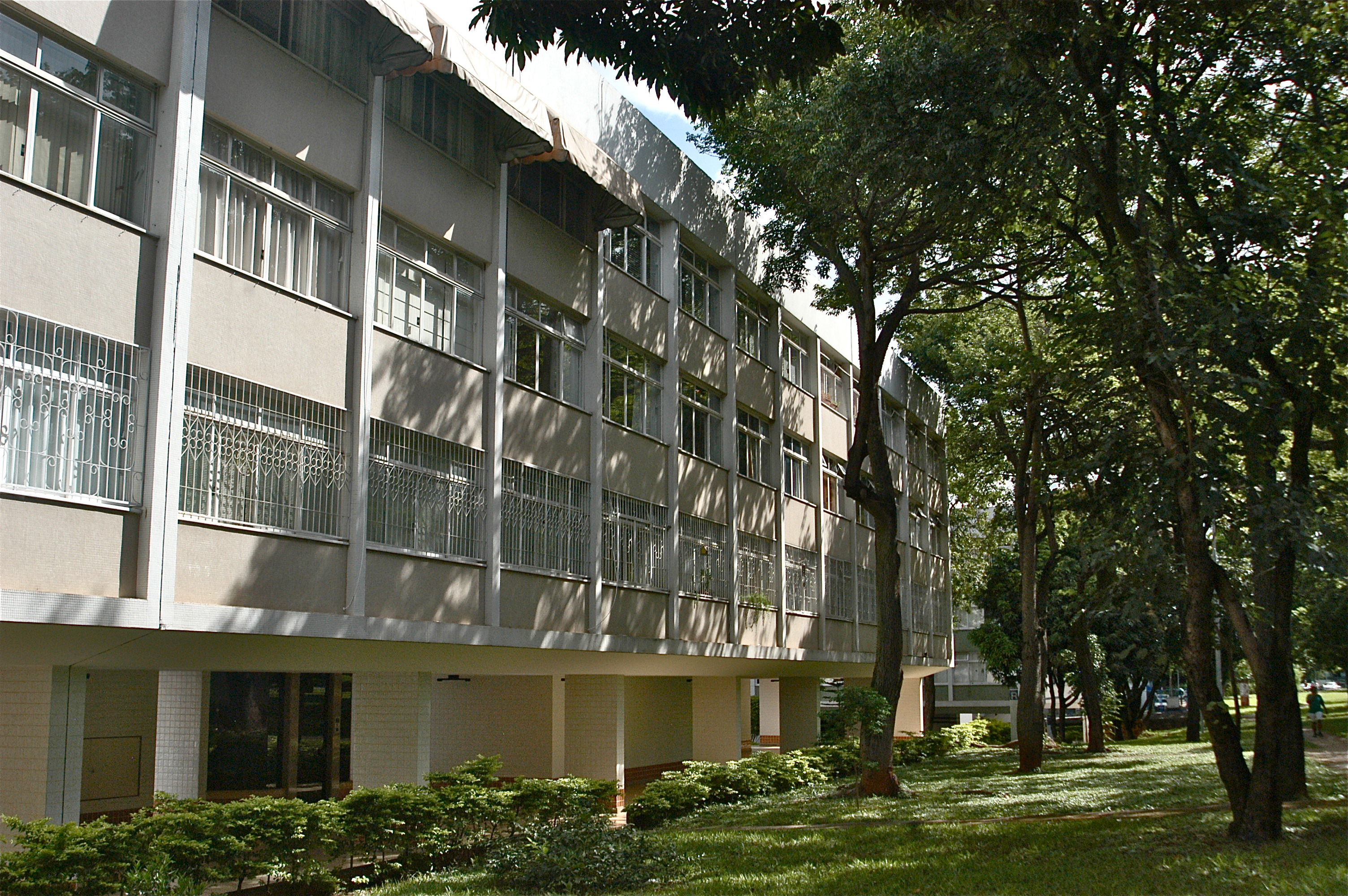
Bloco R, SQS 407, Asa Sul, Brasília - DF
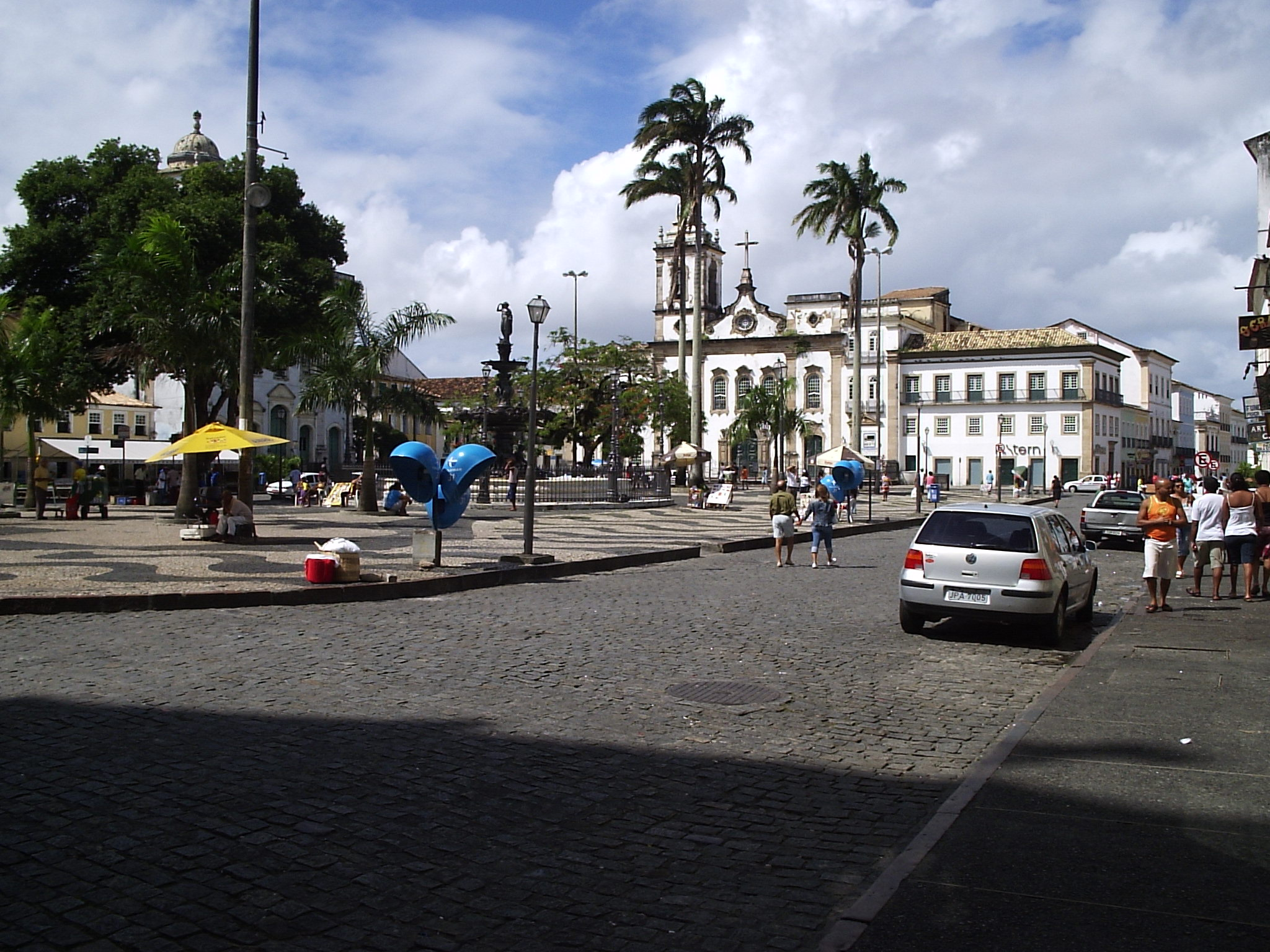
Terreiro de Jesus, Salvador - BA
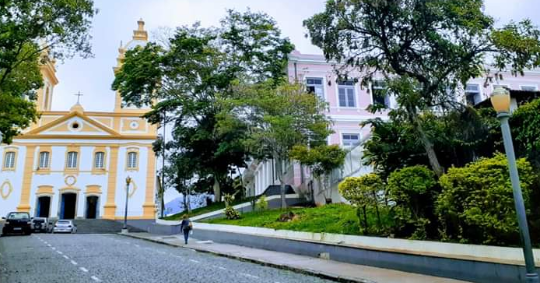
Praça Gomes Leal, Centro, Valença - RJ.
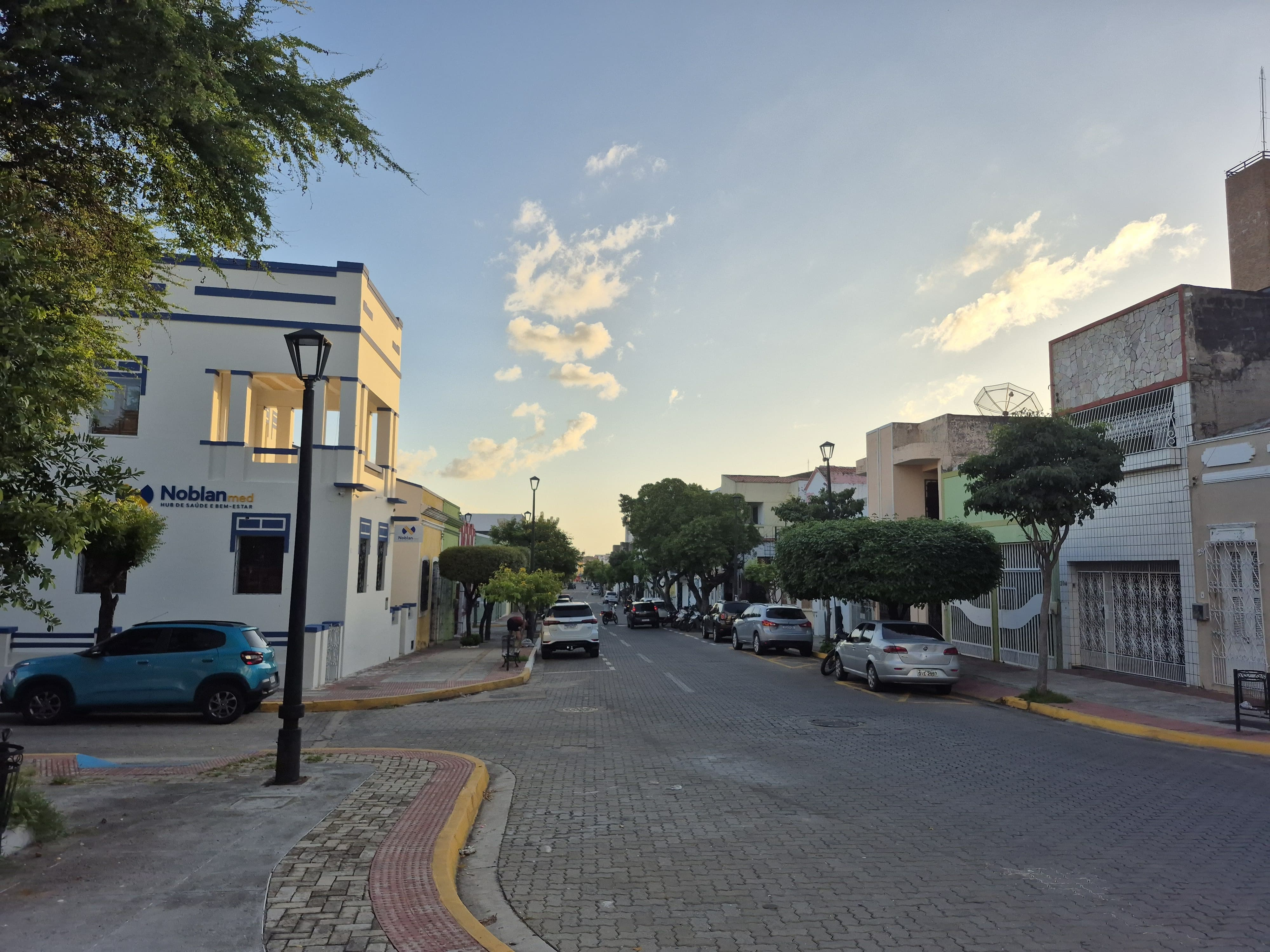
Rua Menino Deus, Centro, Sobral - CE
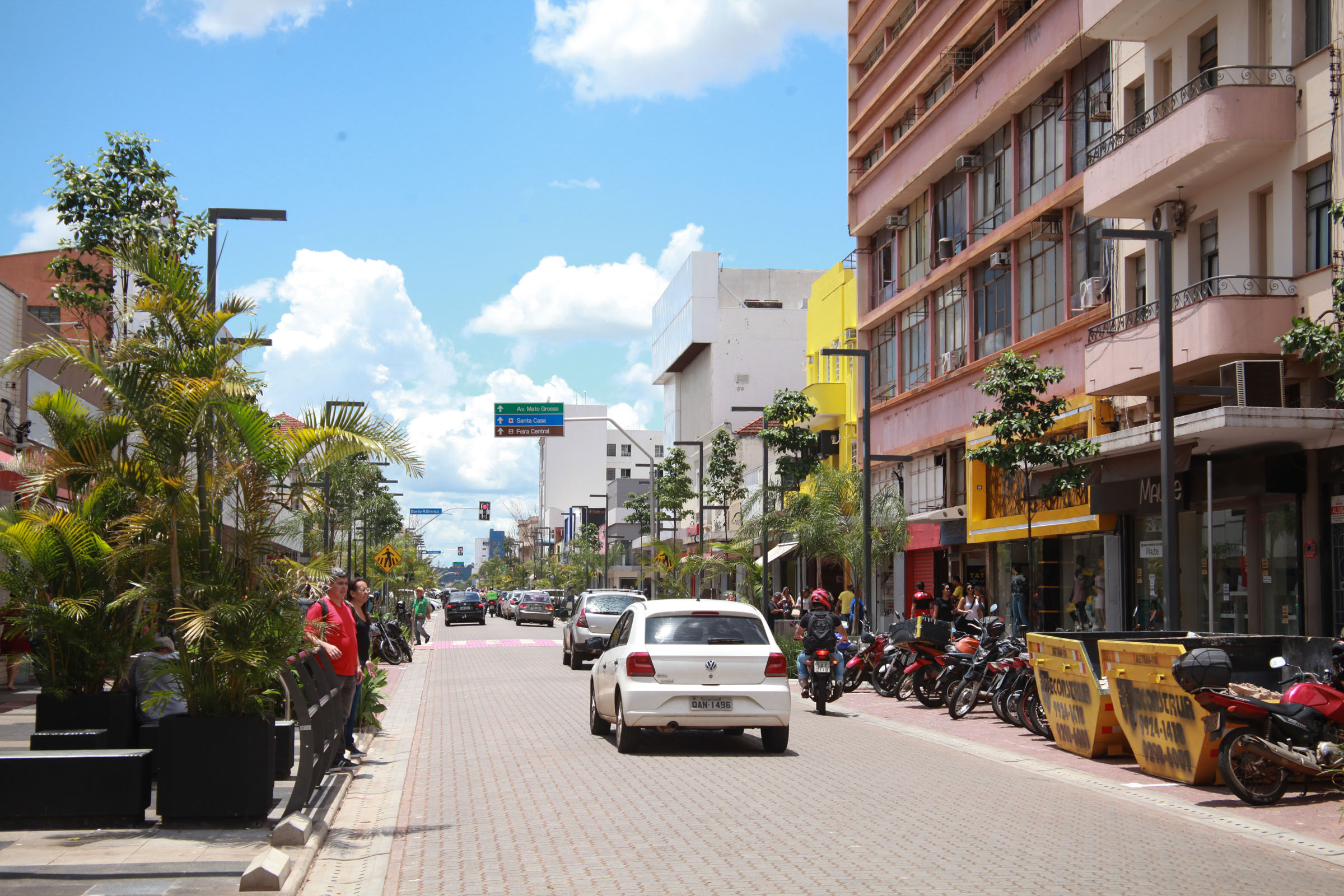
Rua 14 de Julho, Centro, Campo Grande - MS

## Cidades com fiação subterrânea em outros países

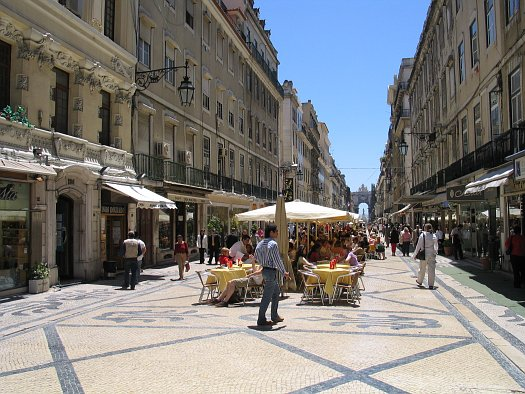
Rua Augusta, Lisboa, Portugal
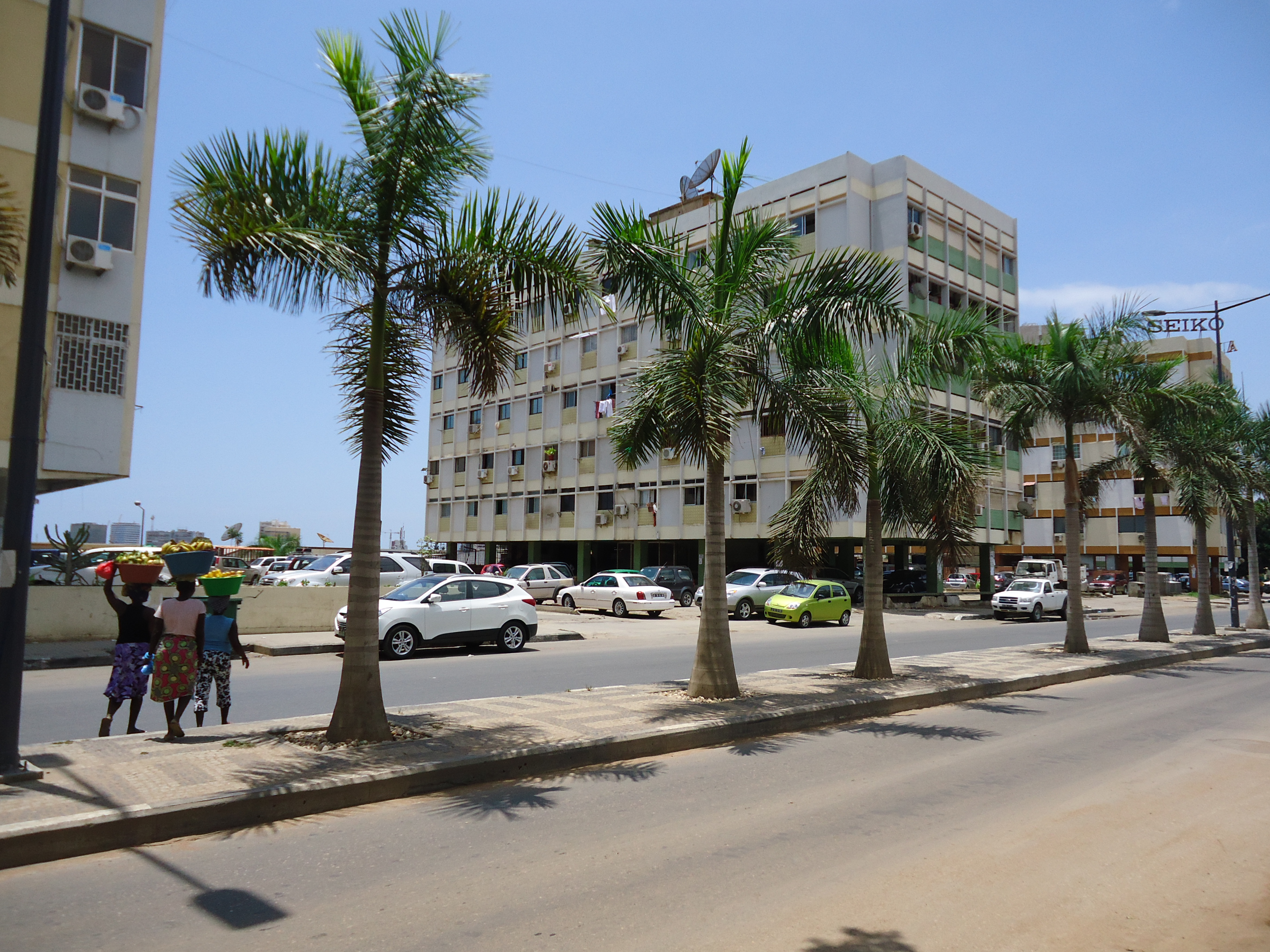
Avenida Comandante Gika, Luanda, Angola
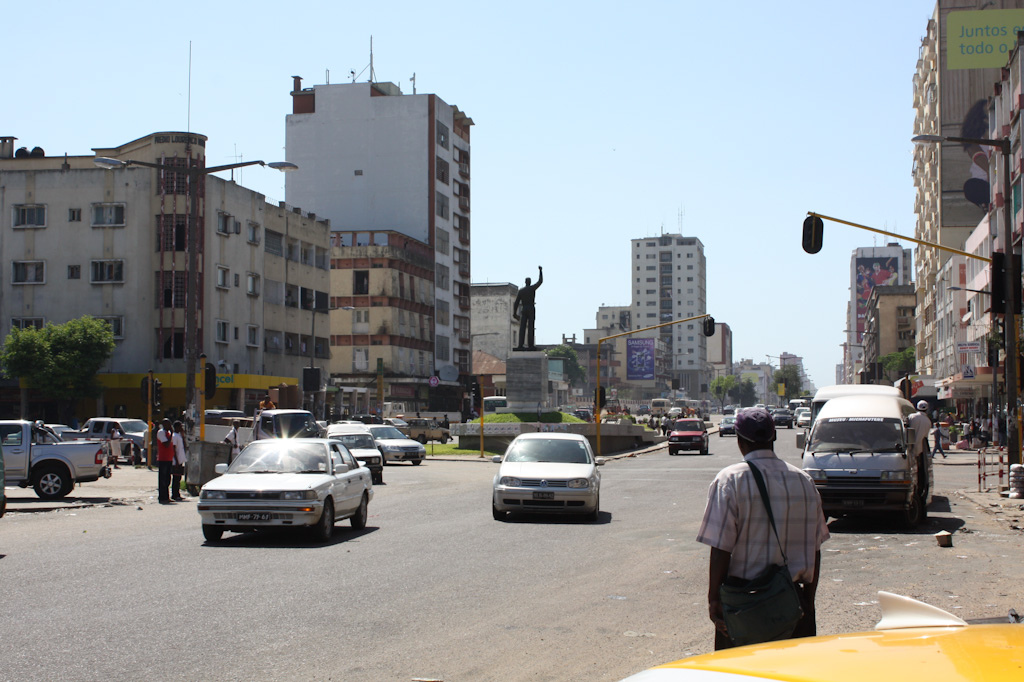
Avenida Eduardo Mondlane, Maputo, Moçambique